# Nagy-Britannia az 1896. évi nyári olimpiai játékokon
Nagy-Britannia és Írország Egyesült Királysága a görögországi Athénban megrendezett 1896. évi nyári olimpiai játékok egyik részt vevő nemzete volt. Az országot az olimpián 7 sportágban 10 sportoló képviselte, akik összesen 7 érmet szereztek. A brit és ír sportolókból álló csapat mind a szerzett érmek, mind a szerzett aranyérmek száma alapján az ötödik legeredményesebb nemzet volt ezen az olimpián.
A brit teniszezők a Nemzetközi Csapat színeiben indultak, így az ott megszerzett arany- és bronzérmek nem számítanak bele a britek eredményébe.

## Érmesek
| Érem  | Versenyző         | Sportág      | Versenyszám     |
| ----- | ----------------- | ------------ | --------------- |
| Arany | Launceston Elliot | Súlyemelés   | Egykaros        |
| Arany | John Pius Boland  | Tenisz       | Egyes           |
| Ezüst | Grantley Goulding | Atlétika     | 110 m gát       |
| Ezüst | Frederick Keeping | Kerékpározás | 12 órás verseny |
| Ezüst | Launceston Elliot | Súlyemelés   | Kétkaros        |
| Bronz | Charles Gmelin    | Atlétika     | 400 m           |
| Bronz | Edward Battell    | Kerékpározás | Mezőnyverseny   |

## Atlétika
A brit atléták két érmet szereztek és egy negyedik helyet értek el. A 100 és 800 méteres síkfutásban kevés sikerrel szerepeltek.
| Versenyző         | Versenyszám | Előfutam   | Előfutam | Döntő   | Döntő    |
| Versenyző         | Versenyszám | Idő        | Hely.    | Idő     | Helyezés |
| ----------------- | ----------- | ---------- | -------- | ------- | -------- |
| Charles Gmelin    | 400 m       | nincs adat | 2.       | 55,6    |          |
| Charles Gmelin    | 100 m       | nincs adat | 3.       | kiesett | kiesett  |
| Launceston Elliot | 100 m       | nincs adat | 3.       | kiesett | kiesett  |
| George Marshall   | 100 m       | nincs adat | 5.       | kiesett | kiesett  |
| George Marshall   | 800 m       | nincs adat | 4.       | kiesett | kiesett  |
| Grantley Goulding | 110 m gát   | 18,4       | 1.       | 17,6    |          |

| Versenyző           | Versenyszám   | Eredmény | Helyezés |
| ------------------- | ------------- | -------- | -------- |
| George S. Robertson | Diszkoszvetés | 25,20    | 4.       |

## Birkózás
Elliotot a későbbi bajnok Carl Schuhmann már az első körben megverte, így a negyedik vagyis az akkori utolsó helyen végzett.
| Versenyző         | Negyeddöntő              | Elődöntő          | Döntő             | Helyezés |
| Versenyző         | Ellenfél Eredmény        | Ellenfél Eredmény | Ellenfél Eredmény | Helyezés |
| ----------------- | ------------------------ | ----------------- | ----------------- | -------- |
| Launceston Elliot | Carl Schuhmann (GER) · V | kiesett           | kiesett           | 4.       |

## Kerékpározás
Battell és Keeping szintén nyert érmet, annak ellenére, hogy a negyedik illetve az ötödik helyen értek célba.

### Országúti kerékpározás
| Versenyző      | Versenyszám   | Eredmény   | Helyezés |
| -------------- | ------------- | ---------- | -------- |
| Edward Battell | Mezőnyverseny | nincs adat |          |

### Pálya-kerékpározás
| Versenyző         | Versenyszám     | Eredmény      | Helyezés      |
| ----------------- | --------------- | ------------- | ------------- |
| Edward Battell    | 100 km          | nem ért célba | nem ért célba |
| Edward Battell    | Időfutam        | 26,2          | 4.            |
| Frederick Keeping | Időfutam        | 27,0          | 5.            |
| Frederick Keeping | 12 órás verseny | 314,664 km    |               |

## Sportlövészet
Merlin és Machonet egy érmet sem szerzett az olimpia lövészversenyeiben.
| Versenyző     | Versenyszám          | Eredmény       | Helyezés   |
| ------------- | -------------------- | -------------- | ---------- |
| Machonet      | Hadipuska            | nincs adat     | nincs adat |
| Sidney Merlin | Hadipuska            | 1156           | 10.        |
| Sidney Merlin | Szabadpisztoly       | nincs adat     | nincs adat |
| Sidney Merlin | Katonai pisztoly     | nincs adat     | nincs adat |
| Sidney Merlin | Gyorstüzelő pisztoly | nem fejezte be | nincs adat |

## Súlyemelés
Elliot a kétkezes emelésnél ugyanakkora súlyt emelt fel, mint a dán Viggo Jensen, de György görög királyi herceg a kivitelezés minősége miatt nem az ő emelését díjazta. Az egykezes emelésben könnyedén verte az 57 kilogrammig jutó Jensent.
| Versenyző         | Versenyszám | Eredmény | Helyezés |
| ----------------- | ----------- | -------- | -------- |
| Launceston Elliot | Egykaros    | 71,0     |          |
| Launceston Elliot | Kétkaros    | 111,5    |          |

## Tenisz
Boland volt messze a legjobb versenyző a férfi teniszezők között, két mérkőzését is 6–0-ra nyerte. Két aranyérmet is szerzett, de az egyiket a Nemzetközi Csapat eredményeihez számítják. Az egyéni mérkőzések első fordulójában megverte a német Traunt, akivel később párosban együtt szerepelt. Robertson nem volt ennyire szerencsés. Mindkét játékát elveszítette, de a Nemzetközi Olimpiai Bizottság ennek ellenére utólagosan megítélt neki egy bronzérmet. Ennek az volt az oka, hogy a párosban az elődöntőben esett ki, és ez elég volt a harmadik helyhez. Ahogy Boland párosban megszerzett aranyérmét, úgy Robertson bronzérmét sem a brit, hanem a Nemzetközi Csapat eredményei között tartják számon.
| Versenyző           | Versenyszám | Nyolcaddöntő                    | Negyeddöntő                 | Elődöntő                         | Döntő                                | Helyezés |
| Versenyző           | Versenyszám | Ellenfél Eredmény               | Ellenfél Eredmény           | Ellenfél Eredmény                | Ellenfél Eredmény                    | Helyezés |
| ------------------- | ----------- | ------------------------------- | --------------------------- | -------------------------------- | ------------------------------------ | -------- |
| John Pius Boland    | Egyes       | Friedrich Traun (GER) · GY      | Evangelos Rallis (GRE) · GY | Konstantinos Paspatis (GRE) · GY | Dionysios Kasdaglis (GRE) · 6–2, 6–2 |          |
| George S. Robertson | Egyes       | Konstantinos Paspatis (GRE) · V | kiesett                     | kiesett                          | kiesett                              | 8.       |

## Torna
| Versenyző         | Versenyszám | Magasság   | Idő        | Helyezés |
| ----------------- | ----------- | ---------- | ---------- | -------- |
| Launceston Elliot | Kötélmászás | nincs adat | nincs adat | 5.       |